# Eublemma flavicosta
Eublemma flavicosta là một loài bướm đêm trong họ Erebidae.